# Trigonopterus armipes
Trigonopterus armipes – gatunek chrząszcza z rodziny ryjkowcowatych i podrodziny krytoryjków.
Gatunek ten opisany został po raz pierwszy w 2019 roku przez Alexandra Riedela na łamach „ZooKeys”. Współautorem publikacji jest Raden Pramesa Narakusumo. Jako miejsce typowe wskazano brzegi jeziora Moat w Modoinding w okolicy Kotamobagu w prowincji Celebes Północny. Epitet gatunkowy pochodzi z łaciny i oznacza "o uzbrojonych nogach".
Chrząszcz o ciele długości 2,13–2,39 mm, ubarwionym czarno z rdzawymi czułkami i odnóżami. Zarys ciała jest prawie jajowaty. Ryjek ma po stronie grzbietowej żeberko środkowe i parę listewek przyśrodkowych. Przedplecze ma na powierzchni gęsto rozmieszczone punkty, tylko podłużna linia środkowa jest niepunktowana. Pokrywy mają rzędy utworzone przez małe punkty, tylko rzędy od siódmego do dziewiątego w rejonie barkowym mają punkty grube i duże. Odnóża mają uda z powykrawanymi listewkami przednio-brzusznymi, a te ostatniej pary także z ząbkowaną krawędzią tylno-grzbietową. Genitalia samca cechują się prąciem o zaokrąglonych bokach i pośrodkowo spiczastym szczytem, około dwukrotnie dłuższymi od prącia apodemami oraz wyposażonym w niewyraźną nabrzmiałość przewodem wytryskowym.
Ryjkowiec ten zasiedla ściółkę lasów górskich. Spotykany był na wysokości 910–1020 m n.p.m.
Owad ten jest endemitem indonezyjskiej wyspy Celebes. Znany jest tylko z prowincji Celebes Północny, z wybrzeży jeziora Moat i stoków góry Bonde.